# Isachne diabolica
Isachne diabolica är en gräsart som beskrevs av Jisaburo Ohwi. Isachne diabolica ingår i släktet Isachne och familjen gräs. Inga underarter finns listade i Catalogue of Life.